# Ough
Ough – tetragraf składający się z liter O, U, G i H. Występuje w ortografii języka angielskiego. Ma różne oznaczenia fonetyczne. Przykładem, w którym występuje ough, jest słowo bought (kupić, w czasie przeszłym). W międzynarodowej transkrypcji fonetycznej IPA, w następującym tetragrafie w słowie bought oznaczany jest symbolem [ɔː] (w dialekcie brytyjskim) lub [ɔ] (w dialekcie amerykańskim).